# Hernaldo Pinto Farias
Hernaldo Pinto Farias SSS (* 24. Juni 1964 in Vitória da Conquista, Bahia, Brasilien) ist ein brasilianischer Ordensgeistlicher und ernannter römisch-katholischer Bischof von Bonfim.

Wappen von Hernaldo Pinto Farias

## Leben
Hernaldo Pinto Farias trat der Ordensgemeinschaft der Eucharistiner bei und studierte Theologie an der Pontifícia Faculdade de Teologia Nossa Senhora da Assunção in São Paulo, die ihm das Lizentiat im Fach Dogmatik verlieh. Am 25. Januar 1988 legte er die ewige Profess ab. Er empfing am 18. Juli 1992 das Sakrament der Priesterweihe. Ab 1996 war er Professor am Centro de Liturgia Dom Clemente Isnard in São Paulo, an dem er Liturgiewissenschaft und Christliche Kunst unterrichtete. Nach einem weiteren postgradualen Studium wurde er im Jahre 2012 am Päpstlichen Athenaeum Sant’Anselmo in Rom mit einer liturgiewissenschaftlichen Dissertation zur Liturgiereform in Brasilien zum Doctor theologiae promoviert.
Am 17. Juli 2019 ernannte ihn Papst Franziskus zum Bischof von Bonfim.

## Schriften
- A oração eucarística do Congresso Eucarístico de Manaus. Uma contribuição ao estudo da reforma litúrgica no Brasil. Pontificium Athenaeum S. Anselmi de Urbe, Pontificium Institutum Liturgicum, Facultas Sacrae Liturgiae, Rom 2012.